# Margaret Drabble
Margaret Drabble (Sheffield, Inglaterra, 5 de junio de 1939) es una novelista y crítica literaria inglesa.

## Biografía
Drabble nació en Sheffield (Yorkshire), siendo la segunda hija del abogado y novelista John F. Drabble y la maestra Kathleen Marie. Su hermana mayor es la novelista A. S. Byatt (n. 1936) y su hermana menor es la historiadora Helen Langdon.
Después de asistir al internado Mount School en York, en donde su madre trabajaba, Drabble obtuvo una beca para el Newnham College, Cambridge, en donde estudió inglés.
En 1960, se unió a la Royal Shakespeare Company y llegó a estar bajo la tutela de Vanessa Redgrave. Sin embargo, Drabble abandonó la Compañía para iniciar una carrera literaria. Su primera novela, A Summer Bird Cage, fue publicada en 1963. Entre 1980 y 1982, presidió la National Book League.
Drabble estuvo casada con el actor Clive Swift entre 1960 y 1975. La pareja tuvo tres hijos, uno de los cuales es la personalidad televisiva Joe Swift. En 1982, se casó con el escritor y biógrafo Michael Holroyd. El matrimonio reside en Londres y Somerset.
Drabble fue nombrada dama comendadora de la Orden del Imperio Británico en 1980. La Universidad de Cambridge le otorgó un doctorado honorario en 2006. En 2008, fue ascendida a Dama Comandante de la Orden del Imperio Británico.

## Carrera
Drabble ha publicado 17 novelas. Sus primeras novelas fueron editadas por Weidenfeld & Nicolson. Recientemente, ha trabajado con Penguin Books y Viking Press. Su tercera novela, The Millstone (1965), fue condecorada con el John Llewellyn Rhys Prize en 1966, mientras que Jerusalem the Golden ganó el James Tait Black Memorial Prize en 1967.
Aunque es reconocida por sus novelas principalmente, Drabble también ha escrito guiones (Su vida íntima), obras de teatro y cuentos, así como obras de no ficción tales como A Writer's Britain: Landscape and Literature y biografías de Arnold Bennett y Angus Wilson. Sus trabajos de crítica literaria incluyen análisis de las obras de William Wordsworth y Thomas Hardy. Así mismo, editó dos versiones de The Oxford Companion to English Literature.

## Obras

### Novelas
- The Dark Flood Rises (2016). Edición en español: Llega la negra crecida. Traducción: Regina López Muñoz. Madrid-Ciudad de México: Sexto Piso, 2018.
- The Pure Gold Baby (2013). Traducción al español: La niña de oro puro . Traducción: Antonio Rivero Taravillo. Madrid-Ciudad de México: Sexto Piso, 2015.
- The Sea Lady (2006)
- The Red Queen (2004)
- The Seven Sisters (2002)
- The Peppered Moth (2001)
- The Witch of Exmoor (1996)
- The Gates of Ivory (1991)
- A Natural Curiosity (1989)
- The Radiant Way (1987)
- Hassan's Tower (1980)
- The Middle Ground (1980)
- The Ice Age (1977)
- The Realms of Gold (1975)
- The Needle's Eye (1972)
- London Consequences (coautora y editora) (1972)
- The Waterfall (1969)
- Jerusalem the Golden (1967)
- The Millstone (1965)
- The Garrick Year (1964)
- A Summer Bird Cage (1963)

### Relatos
- A Day in the Life of a Smiling Woman: Complete Short Stories (2011). Edición en español: Un día en la vida de una mujer sonriente. Traducción: Miguel Ros González. Madrid: Impedimenta, 2017

### Obras selectas de no ficción
- The Pattern in the Carpet: A Personal History with Jigsaws (2009)
- Angus Wilson: A Biography (1995)
- A Writer's Britain: Landscape in Literature (1979)
- For Queen and Country: Britain in the Victorian Age (1978)
- Arnold Bennett: A Biography (1974)
- Wordsworth (1966)